# Āyat al-Kursī
Āyat al-Kursī ("versetto del Trono") è il versetto più conosciuto della sūra al-Baqara (ossia "della vacca"), ossia l'āyāt 255 della seconda Sura.
La sua traduzione in Italiano è questa :
Dio! Non v'è altro Dio che Lui, il Vivente, che di Sé vive: non lo prende mai né sopore né sonno, a Lui appartiene tutto ciò che è nei cieli e tutto ciò che è sulla Terra. Chi mai potrebbe intercedere presso di lui senza il Suo permesso? Egli conosce ciò che si cela tra le loro mani e ciò che è dietro di loro, mentre essi non abbracciano della Sua scienza se non ciò che Egli vuole. Spazia il Suo Trono sui cieli e sulla terra, né Lo stanca vegliare a custodirli: è l'Eccelso, il Possente!
La tradizione ricorda che esso fu indicato dallo stesso Maometto ad Ubayy b. Kaʿb come uno dei versetti più belli e significativi dell'intera Rivelazione.
Esso ha una riconosciuta valenza apotropaica, al pari della Sūrat al-Falaq (o "Sūra dell'alba") e della Sūrat al-Nās (o "Sūra degli uomini").